# Kloster Marienthal (Pfalz)
Marienthal ist ein untergegangenes Prämonstratenserinnen-Kloster, das im Bereich des heutigen Ortes Marienthal, Donnersbergkreis, Rheinland-Pfalz, lag. Die jetzige protestantische Pfarrkirche des Dorfes steht an der Stelle der alten Klosterkirche und besitzt von ihr viele historische Bauteile.

## Geschichte des Klosters
Die Gründung von Kloster Marienthal, am Nordhang des Donnersberges, steht im engsten Zusammenhang mit der Besiedlung des nahen Klosters Münsterdreisen durch Prämonstratenser-Chorherren. 
Herzog Friedrich II. von Schwaben wandelte Münsterdreisen 1144 unter Mithilfe seines Verwandten Graf Ludwig III. von Arnstein, in ein Prämonstratenserkloster um. Letzterer besetzte es mit Chorherren aus seinem Kloster Arnstein. Der zum Ordensmann gewordene und später als Seliger verehrte Graf Ludwig III. von Arnstein erneuerte zuerst den Konvent Münsterdreisen und verpflanzte dann die von ihm im Kloster Bethlenrode bei Kirdorf begründeten Prämonstratenser-Schwestern in die Pfalz, wo sie sich zunächst kurzfristig in Stetten ansiedelten. Um 1146 errichtete man ihnen in Marienthal – damals „valle sancte Marie“ genannt – ein Kloster, welches Münsterdreisen juristisch unterstellt wurde. Zur Sakramentenspendung und Zelebration des Gottesdienstes, sowie zur Regelung der äußeren Angelegenheiten des Konvents, stellte Münsterdreisen einen Propst dort auf. Von Marienthal aus wurde 1148 das Prämonstratenserinnen-Kloster Enkenbach gegründet.
Über das Kloster Marienthal und sein Wirken ist urkundlich nicht viel überliefert. Im Bestand der British Library zu London befindet sich ein um 1150 entstandenes Manuskript, aus dem Kloster Münsterdreisen. Es handelt sich um einen Band der Etymologiae des Bischofs Isidor von Sevilla, mit einem zeitgenössischen Vermerk, dass es von 8 dort namentlich genannten Ordensschwestern für die „Herren von Münsterdreisen“ kopiert wurde. Das Buch dürfte daher in den Münsterdreisener Tochterklöstern Marienthal oder Enkenbach gefertigt sein, wo offenbar Scriptorien bestanden. Da es in fast fehlerfreiem Latein kopiert ist, scheinen die Schwestern einen hohen Bildungsstand gehabt zu haben.
Am 5. Dezember 1523 übergab der letzte Abt und Konventuale von Münsterdreisen, Johann Bicker, seinen Konvent dem Kloster Lorsch, von wo aus man den Besitz durch einen Propst verwaltete. Hierzu gehörte auch die Oberaufsicht über das Kloster Marienthal. Im Bauernkrieg kam es 1525 zur Plünderung und Zerstörung von Münsterdreisen; Marienthal blieb offenbar verschont, da sich seine Klosterkirche bis ins 19. Jahrhundert komplett erhalten hatte. Am 16. Mai 1541 tauschte der von Lorsch bestellte Propst Jakob Zentner die Abtei Münsterdreisen samt dem bereits abgegangenen Kloster Marienthal und der dortigen Pfarrkirche, sowie allen zugehörigen Rechten und Gefällen, mit der Kurpfalz gegen andere Liegenschaften ein.
Im Rahmen der von Papst Julius III. genehmigten Auflösung des Klosters Münsterdreisen nahmen die kurpfälzischen Beauftragten am Mittwoch, den 6. September 1553 davon Besitz und profanierten es. Am Donnerstag, den 7. September 1553 begaben sie sich ins nahe Marienthal und taten vor dem Hochaltar der dortigen Kirche das Gleiche. Nach Streitigkeiten überließ die Kurpfalz Marienthal den Herren von Daun-Falkenstein als Lehen, welche dort die Reformation einführten. Sie wurden in der Marienthaler Kirche bestattet. 
Die genaue Zeit der Klostererlöschung ist, ebenso wie das Stiftungsjahr, unbekannt. Von 1385 an liegen von Kloster Marienthal jedoch keine eigenen Urkunden mehr vor, bei der Übereignung an die Kurpfalz, 1541, wurde es als bereits „abgegangen“ und die Klosterkirche als „Pfarrkirche“ bezeichnet.

## Die Klosterkirche
Marienthal besaß eine einschiffige, gotische, St. Maria geweihte Klosterkirche, die um das Jahr 1275 errichtet wurde. Es gibt über den Zeitpunkt der Erbauung zwar keine konkreten urkundlichen Belege, aber eine hohe Verschuldung im Jahr 1277 lässt auf teure Baumaßnahmen schließen und die heute noch erhaltenen, frühgotischen Spolien weisen ebenfalls in diese Zeit. Möglicherweise sind später noch Umbauten erfolgt, da der Historiker Franz Xaver Remling Anfang des 19. Jahrhunderts einen Stein im Chor, mit der Jahreszahl 1478 beschreibt, der allerdings nicht mehr auffindbar ist. Vielleicht hat Remling die Zahl auch nur falsch gelesen, da er selbst konstatierte, sie sei „in eigenen, nicht jedermann leserlichen Ziffern ausgehauen“.
Die Pfälzer Lokalhistoriker Franz Xaver Remling (1803–1873) und Georg Friedrich Blaul (1809–1863) haben die alte Marienthaler Kirche um 1835 noch selbst gesehen. Blaul beschreibt sie in seinem Buch „Träume und Schäume vom Rhein“, 1838: 

„Es ist eine der kleineren Klosterkirchen gotischen Stils. Reine Verhältnisse, schlanke, zierliche und doch höchst einfache Formen charakterisieren diesen wahrhaft netten Bau mit seinem dreiseitigen Chore. Die 13 Fenster haben schön gearbeitete Rippen, in zwei bzw. drei Längenfelder geteilt und tragen in ihren Spitzbögen verschiedene einfach-schöne Verzierungen. Die Strebepfeiler die sich zwischen diesen Fenstern erheben teilen natürlich die schlanken Verhältnisse des Ganzen. Dabei sind sie einfachschmucklos und tragen keine empor starrenden und verzierten Zinken, sondern enden in einem spitzgiebeligen Decksteine. Von entsprechender einfacher Schönheit ist auch die erste Pforte auf der Südseite, die allein noch offen ist, während drei andere längst vermauert sind; doch so, daß auch ihre schöne Form noch wohl zu erkennen ist. In gleicher Weise ziehen zwei noch übrige Bogen, ohne Zweifel von dem samt dem Kloster gänzlich verschwundenen Kreuzgange das Auge auf sich.“

Die Klosterkirche diente als protestantische Pfarrkirche des Dorfes. Wegen Baufälligkeit wurde sie 1843 abgebrochen und 1848–50 in etwas veränderter Form wieder aufgebaut. Hierbei verwendete man neben den alten Bausteinen auch die 13 Original-Maßwerkfenster, die Rippenpfeiler der Wände mit Kapitellen und das gotische Hauptportal. Von der alten Kirche gibt es eine 1830 gefertigte Sepiazeichnung des Speyerer Kreisarchivars Peter Gayer (1793–1836).
Reste weiterer Klostergebäude sind nicht erhalten. Ein denkmalgeschützter Strebepfeiler der alten Klosterkirche blieb ebenfalls erhalten.